# 정현숙 (미술가)
정현숙(鄭賢淑, Jeong Hyun Sook, 1956년 1월 17일~ )은 대한민국의 미술가이다.  ‘비포 앤드 에프터(Before and after)’연작을 통해  ‘역사에 빛을 더하다’라는 작품세계를 지향하는 자개·크리스털 미니멀 컬러 아티스트이다.

## 생애
정현숙은 1956년 1월17일 경상남도 진주시에서 아버지 정태수(鄭泰秀,1931~2019), 어머니 김수연(金守姸,1935~1998) 사이의 2남 2녀 중 장녀로 출생했다. 교육자이신 아버지께서 고등고시에 행정과에 합격하여 서울에서 공무원생활을 시작하여 1960년 청운동(淸雲洞)에서 살게 되었다. 
중앙여중·고에서 미술반 활동을 하며 이춘기(1933~2003, 후에 전주대 회화과 교수), 신석필(1938~2012,후에 강원대 조각과 교수)선생에게 배우며 화가의 꿈을 키웠다. 1974년 이화여자대학교 미술대학 서양화과에 입학하여 이준(1919~2021,회화), 한진수(1927~,회화), 조병덕(1916~2002,회화), 권옥연(1923~2011,회화), 김윤수(1936~2018,서양미술사)교수의 지도를 받았다. 1984년 미국 펜실베이니아 대학교(University of Pennsylvania) 대학원에 입학하였다. 
교육자로써 대원중학교 미술교사(1978~79), 대진대학교 미술학부(1992~2021)교수로써 또 예술대학장으로 후진양성에도 매진했다. 현재 대진대학교 예술대학 명예교수이다. 재직 중 이화여자대학교 미술대학 서양화과 동창회장과 미술대학 동창회장도 역임하여 모교에도 봉사했다. 정현숙은 1979년 3월 평생의 반려자 김대식(金大植,1955~)과 결혼 했고 슬하에 장남 현석(賢錫), 차남 현진(賢珍)을 두었다. 
미국유학시절 1980년대
펜실베이니아대학원 당시 교수이며 구상화가인 닐 웰리버(1929~2005,Neil Welliver), 일본 타마미술대학(Tama Art University)출신으로 기하학적 비구상 판화가 히토시 나가자토(Hitoshi Nagazato), 알렉스 카츠(1927~,Alex Katz)교수 등에게 수업을 받았다. 특히 히토시 나가자토
는 지도교수로써 일본 타마미술대학(Tama Art University)출신으로 이우환(Lee Ufan,1936~)의 예를 들며 한국적 정신의 작품제작에 대해 늘 강조하여 영향을 받았다. 
히토시 나가자토의 수업을 통해 뉴욕을 오가며 미술관과 갤러리 방문도 하였으며 한국인으로서의 작업방향을 만들어갈 것에 고민하던 시기였다. 또 작고 작가인 밀턴 에브리(Milton Avery,1985~1965)의 영향을 받아 단순한 형태로의 인체에 대한 연구와 유화작업을 하며 조금은 보수적인 학풍에 따라 아카데믹한 수업을 받으며 작업을 했다. 

## 비정형시대 1990년대
정현숙은 유학을 마치고 한국에 돌아와 색면 분할과 색면 추상에 관심을 갖기 시작하여 ‘생명의 시간’이라는 주제의 색채중심 작업방향으로 옮겨간다. 생명의 한계를 인간으로부터 들꽃으로 옮겨 화면의 색채에 중점을 두게 된다. 더불어 들꽃을 통해 생명의 순환법칙을 보여주며 구상적인 요소를 제거함으로써 색채와 감성에 충실한 비구상적 색 면으로 작업을 전환해 간다.
“정현숙의 초기작업은 서정적인 추상의 풍경화를 보듯이 부드럽고 완만한 곡선이 중심을 이루었다. 여전히 그 시기에도 그는 어떤 회화적 이념성을 노출시키지 않는다. 그러나 최근 그에게서 일어나는 조심스런 변화는 이전의 자유스런 선과 색채 중심에서 서서히 벗어나 화면의 우연적인 효과를 전면적으로 도입한다는 것이다.”

(왼쪽)원의 시작이며 링거병으로부터 만들어진 작업이다. (오른쪽)금빛 원 작업으로 2000년대로 이어진다. 사진제공=정현숙.

## 원형·미니멀 2000년대
‘생명의 순환 법칙과 생명의 시간’이란 명제 하에 떠오른 원(圓,circle)은 그 모든 것을 내포하며 윤회를 떠 올린다. 그 방법으로 링거 병에 담긴 아크릴 물감이 가느다란 바늘을 통해 인체에 한 방울 한 방울 들어가서 생명체를 깨우듯 캔버스 위에 떨어진 물감이 자연스럽게 원을 만들어 낸 작업이다. 시간과 물성이 만들어 내는 원의 형태가 많은 것을 내포하고 있다고 생각 했다. “정현숙의 작업은 그림을 하나의 생명체로 다룬다. 링거병에서 떨어지는 물감을 수혈 받은 화폭은 이를 빨아들이고 몸으로 적셔내 그것과의 동질화 이루는 과정동안 생성중인 삶을 산다. 물감이 일정하게 떨어지는 시간의 축적, 과정이 고스란히 기록된 것이 화면이다.” 

(왼쪽 위)Before and After, 100×100㎝ Acrylic, crystal and Mother of Pearl on Canvas, 2002 (아래)60×120㎝ Acrylic, Mother of Pearl on Canvas, 2004 (오른쪽)130× 130㎝ Acrylic, crystal and Mother of Pearl on Canvas, 2005. 사진제공=정현숙.

그 후 지극히 단순한 형태의 원과 컬러를 배제하며 도달한 금빛은 작가에게는 동양적 사유의 빛, 구도의 빛이며 빛과 어둠의 교차로 생명의 순환원리의 형상화였다. 시간성을 보여주는 명제로 ‘Before and After’를 쓰기 시작하였고 과거, 현재, 미래를 모두 내포하고 있다. 우주에 대한 동양적인 해석, 눈에 보이는 것과 보이지 않는 본질사이의 관계에 대한 탐구이다. “색을 담금질한 빛은 주로 금·은·동분 등 그 자체 펄 성분을 포함한, 스스로 빛을 발하는 발광성의 금속성 안료에 의한 것이다. 이런 금속성 안료에서 황색과 금색에 반영된 동양적인 정서와 세계관이 감지된다.” 

## 자개작업 2007년~현재
원(圓)의 형태는 유지하며 자개를 오브제로 도입하여 작업의 재료를 좀 더 직접적인 동양성에 몰입한다. 전통적 공예재료로 사용되어 왔지만 현대에 와서 용도가 점차 사라져가고 있는 나전칠기 중 자개를 평면회화에 도입하여 전통재료의 재해석을 추구하고 있다. 기존 작업해오던 원과 함께 옵티컬(optical)한 추상형태로 시작하여 자개와 크리스털 재료에서 나오는 빛과 장식성으로 현대적 조형을 만들어 내고자 했다. 작업과정에서의 반복성은 인내를 수반하여 수행과도 같으며 겸손한 자세의 장인정신을 보여준다. 

(왼쪽)Before and After, 130×130㎝ Acrylic, Mother of Pearl on Canvas, 2008 (오른쪽)130×130㎝ Acrylic, crystal and Mother of Pearl on Canvas, 2010. 사진제공=정현숙.

“안방의 자개농에서 보던 현란한 아름다움이 연상되면서도 자개농의 문양이나 구성은 찾아볼 수 없다. 그런 만큼 현대적 감각에 의한 재해석의 새로운 양식을 만나게 된다고 할 수 있다. 전통적 양식이 자아내는 독특한 정서를 내장하면서 새로운 표현의 진폭을 보여주는 그의 화면은 전통의 현대화란 놀라운 방법의 획득에 다가가 있는 것이라 해도 과언이 아니다. 많은 제약이 따르면서도 그것을 극복해가면서 이룩한 성과는 그의 치열한 작가 정신의 결정체라 할 수 있을 것이다.”

## 한국미 차용 2015년~현재
원(圓)의 형태 작업과 더불어 달항아리, 초충도의 나비, 김홍도의 작품, 신윤복의 작품, 탑 반가사유상, 옛 문인의 글씨와 훈민정음 등 미술품들의 이미지를 차용했다. 그러한 화면 위 자개를 그물망 모양으로 만들어 얹고 크리스털과 함께 어우러져 장식적 화면을 만들어 한국의 아름다움을 현대화시키고자했다. 특히 달항아리는 원, 구(球,sphere)의 형태이며 달항아리 형상위에 0.8㎜의 끊음자개를 얹어 부착해가는 과정에서 전통 공예적 정서와 현대회화의 융합을 보여주고자 했다. 이것은 장르와 시간의 통합으로 과거와 미래가 공존하며 동시에 과거와 미래가 포함되는 현재를 붙잡고자 함이다.

(왼쪽 위)Before and After, 90×90㎝ Acrylic, crystal and Mother of Pearl on Canvas, 2022 (아래)60×60㎝, 2015 (오른쪽)45×75㎝, 2015. 사진제공=정현숙.

“자개는 정현숙 작품세계를 새롭고 풍요롭게 표현하게 하였다. 우리 전통미술의 소재였던 자개를 단순히 장식적 매체로 보지 않고 화면을 구성하는 오브제나 재료로 보고 재해석하여 동시대적인 표현으로 이끌어낸 것은 큰 성과라 할 수 있다.”

## 비구상과 단색 2019~현재
아주 작은 격자로 이루어진 다양한 크기와 컬러의 자개가 사각형, 삼각형, 오각형 등을 만들어 가며 화면 전체를 채워 나가서 크기를 조절해 나가는 작업이다. 그물망들이 화면에서 어떤 흐름이나 물결을 만들어 미니멀하면서도 자개와 크리스털 빛에 의해 장식적 화면을 만든다. 또 중심으로부터 뻗어나가는 자개들이 원을 만들어 나가기도 하며 화면을 확장시키는 작업을하기도 한다. 정현숙은 여전히 전통자개를 새로운 조형과 방법론으로 재발견해 나가는 과정에 있다. 정현숙 작품세계가 보여주고자 하는 시간의 영원성, 반복성, 연속성을 통해 역사에 빛을 더 하고자 하는 것과 다름이 없다. 

(위 왼쪽)Before and After, 140×140㎝ Acrylic, crystal and Mother of Pearl on Canvas, 2019 (오른쪽)100×100㎝, 2021 (아래 왼쪽)145×145㎝, 2019 (오른쪽)130×130㎝, 2020. 사진제공=정현숙.

“정현숙의 작업은 궁극적으로 인간의 지각작용(知覺作用)과 관련된 것이다. 빛을 매개로 인간은 사물을 어떻게 지각하는가. 그리고 그것은 어떤 심리적 효과를 낳는가. 형태(figure)와 바탕(ground)은 어떤 관계에 있는가, 등등의 다양한 질문들이 나올 수 있다. 그렇기 때문에 정현숙의 작품은 형태심리학(Gestalt psychology)과 깊은 연관이 있다.”

## 평가
“알베르 카뮈(Albert Camus)가 ‘단순한 모든 것은 우리를 스쳐 지나간다.’라고 말했던 것처럼 그녀의 작품에는 호기심을 유발시키고 때로는 낯선 느낌을 갖게 만드는 단순함이 있다. 또한 허물없는 열정과 실존적인 욕망이 존재한다. 더불어 아무도 찾을 수 없는 세계로 우리를 이끄는 어두운 에너지가 존재하며 그 세계에는 몽상과 자유의 힘이 끊임없이 날개 짓한다.”
“정현숙 작가의 다양한 실험을 거치며 집중하고 반복적으로 회귀하는 원 작업은 생명의 궁극적 전체성과 종교적 정신적심성의 작용을 표현하는 동시에 정보디자인세계에 사는 동시대 인간의 원형적 상징에 대한 무의식적 환상을 재현한다.”

## 개인전 및 아트페어
개인전
- 디림아트(튀르키예 이스탄불, 2022, 2인展)
- 서포먼트갤러리(2020)
- 전라남도도립 옥과미술관(2018)
- 다도화랑(2017)
- 한국경제갤러리(2016)
- 롯데호텔갤러리(2015)
- 진화랑(2013)
- 아뜰리에 아키베르사체 홈(2012)
- 베를린 리 갤러리(2011, 베를린)
- 드몽드 갤러리(2011, 시애틀)
- 갤러리 오이렌스피겔(2010, 바젤, 2인展)
- 아루시 아트(2010, 뉴델리)
- 뉴게이트 갤러리(2009, 뉴욕)
- 인사아트센터(2006)
- Gallery 21+YO(2005, 도쿄)
- 가제 갤러리(2004, 오사카)
- 박영덕화랑(2002)
- 성곡미술관(2001)
- 청작화랑(2000)
- 갤러리 아미(1999)

아트페어
- 아트 마이애미 컨택스트(미국)
- 아트 토론토(캐나다)
- 팜스프링(미국)
- 휴스톤 아트페어(미국)
- 모나코 아트페어(모나코)
- 아트 타이페이(대만)
- 바젤 스콥 아트페어(스위스)
- 아트 시카고(미국)
- 칼슈르에 아트페어(독일)
- 베를린 리스떼(독일)
- L.A 아트페어(미국)
- 라스베가스 아트 쇼(미국)
- 스코프 런던 아트페어(영국)
- 동경 탑 갤러리 호텔 아트페어(일본)
- 리스본 아트페어(포르투칼)
- 제네바 아트페어(스위스)
- 이스탄불 아트페어(터키)
- 시드니 아트 페어(호주)
- 상하이 아트 페어(중국)
- 아트 아르코 페어(스페인)
- 샌프란시스코 아트페어(미국)
- 맬버른 아트페어(호주)
- 싱가포르 아트페어(싱가포르)
- 아트 쾔른(독일)
- KIAF(한국)
- 아트부산(한국)

## 미술관 소장
국립현대미술관 미술은행, 서울시립미술관, 성남시립미술관, 양평군립미술관